# Frankenstein (pel·lícula de 2015)
Frankenstein és una pel·lícula de terror de ciència-ficció del 2015 escrita i dirigida per Bernard Rose. És una adaptació modernitzada de la novel·la de Mary Shelley de 1818 Frankenstein o el Prometeu modern. La pel·lícula s'explica des del punt de vista del monstre, a mesura que es crea, s'escapa al món modern i aprèn sobre el costat fosc de la humanitat.

## Argument
Victor Frankenstein (Danny Huston) i la seva dona, Elizabeth (Carrie-Anne Moss), són científics que donen vida a Adam, un adult, jove guapo (Xavier Samuel) amb ment d'infant. Les cèl·lules d'Adam no es poden replicar correctament, i aviat desenvolupa deformitats a la cara i al cos. El Dr. Frankenstein intenta eutanitzar la seva creació amb injeccions letals, però l'Adam batega i crida mentre les substàncies químiques surten pel seu cos. Llavors en Víctor l'asfixia. Més tard, dos científics intenten disseccionar un Adam aparentment mort, però aquest recupera la consciència i mata els dos científics.
L'Adam s'escapa a un bosc proper i viu de la carronyeria. Adopta un simpàtic gos vagabund amb el qual viatja a la ciutat. En un parc, coneix una nena (Mckenna Grace) i juguen a llançar pals a un llac. Adam, encara pensant que és un joc, agafa la noia i també la llança a l'aigua. Ella comença a ofegar-se, així que ell salta i la salva. Quan la porta a la costa, però, dos policies intenten arrestar-lo i matar a trets el seu gos que borda. Adam ataca un oficial i mata l'altre per matar el seu gos. Una multitud de vigilants persegueix a Adam mentre l'anomena monstre.
Adam és portat a una comissaria de policia, on li posen una camisa de força. Quan els agents li pregunten el seu nom, Adam respon amb "Monstre", utilitzant el nom que la multitud va utilitzar per a ell, el mateix nom que utilitzaria per a si mateix en totes les interaccions socials. Gairebé completament no verbal, els dóna el distintiu d'identificació d'Elizabeth i l'anomena la seva mare. Elizabeth és portada a l'estació i nega haver conegut Adam, abandonant-lo efectivament.
Dos policies venjatius condueixen a Adam a un terreny buit, li peguen i li disparen al cap, però ell sobreviu, es desperta hores més tard i vaga fins que es troba amb Eddie, un cec, sensesostre (Tony Todd). Reconeixent una ànima infantil, l'Eddie pren amablement Adam sota la seva ala. Les deformitats d'Adam empitjoren, però segueix aprenent sobre el món i la seva capacitat de parlar millora.
Algun temps després, l'Eddie convenç a una simpàtica prostituta anomenada Wanda (Maya Erskine) perquè porti l'Adam a un hotel per tenir sexe amb ell, però Wanda insisteix que primer es dutxi. Després de sortir de la dutxa, Wanda s'adona de l'extensitat de les seves deformitats, així que intenta marxar. Consternat, l'Adam li trenca la columna mentre intenta evitar que se'n vagi. L'Eddie, després d'haver sentit els crits de Wanda, entra a l'habitació i descobreix que està morta. Aleshores, enfadat colpeja Adam amb el seu gos. Adam acaba matant accidentalment a Eddie també.
Sentint-se desesperançat i enfadat, utilitza el GPS del telèfon de Wanda per guiar-lo a la residència dels Frankenstein. Mentre camina per una carretera, Adam es troba amb dos agents de policia, un d'ells és l'oficial Banks, el mateix agent que li va disparar al cap uns dies abans. Els agents ordenen a Adam que s'aturi. En canvi, Adam agafa l'arma de Banks i dispara a la seva parella. Banks i Adam es reconeixen i Adam li dispara al cap a Banks.
Adam es troba amb els Frankenstein després d'arribar a la seva luxosa casa. Adam ataca a Víctor, però Elizabeth el calma. Mostren a Adam els seus veritables orígens i li diuen que el van anomenar Adam. Està enfadat en saber que va ser creat pels Frankenstein i que en Víctor ja estava intentant substituir-lo per un altre humà creat artificialment. Mentre l'Adam està distret, en Víctor el tomba i li injecta un sedant. Aleshores, en Victor intenta decapitar amb una serra de mà quirúrgica mentre està inconscient. Elizabeth intenta aturar en Víctor colpejant-lo amb una safata metàl·lica. Aleshores, en Víctor li fa girar la serra i accidentalment li obre el coll. Víctor fuig i Elizabeth ràpidament desagna fins a la mort.
Adam porta el cos d'Elizabeth al bosc proper. Encén solemnement un gran foc que fa servir per autoimmolació tant a Elizabeth com a ell mateix. Mentre està embolicat per les flames, crida: "Sóc Adam!"

## Repartiment
- Xavier Samuel com a Adam
- Carrie-Anne Moss com a Elizabeth Frankenstein
- Danny Huston com a Victor Frankenstein
- Tony Todd com a Eddie
- Maya Erskine com a Wanda
- Mckenna Grace com a Molly
- David Pressler com a Dr. Pretorius
- Matthew Jacobs com el Dr. Marcus
- Jeff Hilliard com a oficial Banks
- Jorge Luis Pallo com a Oficial Lincoln
- Ron Roggé com a oficial Woodcrock
- Rob Mars com a oficial Crawford
- Mary Gallagher com Amy Johnson
- John Lacy com a Mark Ruby
- Jeordie Osbourne White com a Skid Row Man

## Llançament
La pel·lícula es va estrenar el 12 d'abril de 2015 al Festival Internacional de Cinema Fantàstic de Brussel·les, seguit del Festival Internacional de Cinema de Louisiana el 9 de maig de 2015. La pel·lícula es va estrenar en vídeo domèstic el 23 de febrer de 2016.

## Recepció
Rotten Tomatoes té la pel·lícula al 100%, basada en 10 ressenyes. Pat Torfe de Bloody Disgusting va dir "Una actuació central forta de Samuel, amb algunes grans reimaginacions modernes d'escenes de la novel·la que reflecteixen perfectament la història original, fan una història de terror emocional i dramàtica." Louis H.C., també per Bloody Disgusting, va dir de la pel·lícula: "Poques vegades hem vist el Modern Prometeu traduït tan seriosament a la pantalla gran" i "Si ets un fan de la història original o només tens ganes de narrar històries estel·lars, prova-ho amb aquesta." Gareth Jones, escrivint per Dread Central, va donar a la pel·lícula quatre estrelles i mitja, escrivint: "Melodramàticament al seu torn, el Frankenstein de Bernard Rose és, no obstant això, una peça de cinema molt impactant que llueix una mica de gore i violència extrema."